# Stanislas Julien
Stanislas Aignan Julien (Orléans, 13 aprile 1797 – Parigi, 14 febbraio 1873) è stato un sinologo francese.

## Biografia
Abile traduttore di grammatiche cinesi e di classici della letteratura cinese, nel 1832 divenne docente al Collège de France.
Fu maestro del celebre orientalista italiano Alfonso Andreozzi e dell'orientalista francese Edouard-Constant Biot.